# 国鉄160形蒸気機関車

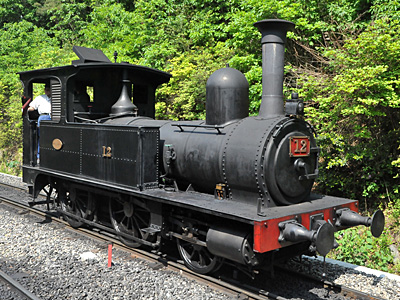
博物館明治村で動態保存されている12号（旧鉄道院165号）

160形は、かつて日本国有鉄道の前身である鉄道院に在籍した蒸気機関車である。
1872年（明治5年）、日本で最初の鉄道開業に際してイギリスから輸入された蒸気機関車5形式10両中の1形式で、当初は4両が輸入された。1871年（明治4年）、シャープ・スチュアート社(Sharp, Stewart & Co., Atlas Works)製（製造番号2102 - 2105）である。本形式は、同時に輸入された機関車の中で最優秀の評価を受け、1874年（明治7年）にも細部の異なる同形機2両（製造番号2420, 2421）が増備され、計6両が輸入されている。
なお、本項においてはこれ以後、便宜的に1871年製の4両を「前期形」、1874年の増備車2両を「後期形」と呼称することとする。

## 構造
動輪直径は1,295mm(4ft3in)、車軸配置2-4-0(1B)で2気筒単式の飽和式タンク機関車である。
弁装置はスチーブンソン式、安全弁はサルター式となっているが、蒸気ドームは設けられていなかった。運転室は、四方を囲った本格的なキャブで、屋根は前後に900mm張り出し、庇のようになっている。前部のものは、運転室直前に設置された安全弁のドームを覆うほどであった。この庇は、後に前部のものは切り詰められ、後部のものは全く除去されている。
後期形は、若干の設計変更がされており、基本寸法や性能は前期形と同一であるものの、ボイラー中心は1 1/2インチ(38mm)低くされている。ボイラー上には蒸気ドームが設けられ、安全弁の形状も少し変わっている。従来運転室内に収まっていた炭庫は、後ろに少し張り出した形状となった。

### 主要諸元
原形の諸元を示す。前期形と後期形で異なるものはスラッシュ（ / ）の前後に書き分けた。
- 全長 : 7,468mm
- 全高 : 3,632mm/3,664mm（オリジナル組立図に基づく推定値）
- 全幅 : 2,438mm
- 軌間 : 1,067mm
- 車軸配置 : 2-4-0(1B)
- 動輪直径 : 1,295mm
- 弁装置 : アラン式
- シリンダー（直径×行程） : 305mm×432mm
- ボイラー圧力 : 8.4kg/cm2
- 火格子面積 : 0.69m2/0.79m2
- 全伝熱面積 : 48.9m2/48.1m2
- 機関車運転整備重量 : 21.7t/21.3t（1909年版形式図による）
- 機関車動輪上重量（運転整備時） : 17.4t/21.3t（1909年版形式図による）
- 機関車動輪軸重（第2動輪上） : 8.69t/（各軸均等）：7.62t（1909年版形式図による）
- 水タンク容量 : 2.27m3
- 燃料積載量 : 0.76t（1909年版形式図による））
- 機関車性能
  - シリンダ引張力（0.85P）: 2,220kg
- ブレーキ装置 : 手ブレーキ、反圧ブレーキ

## 運転・経歴

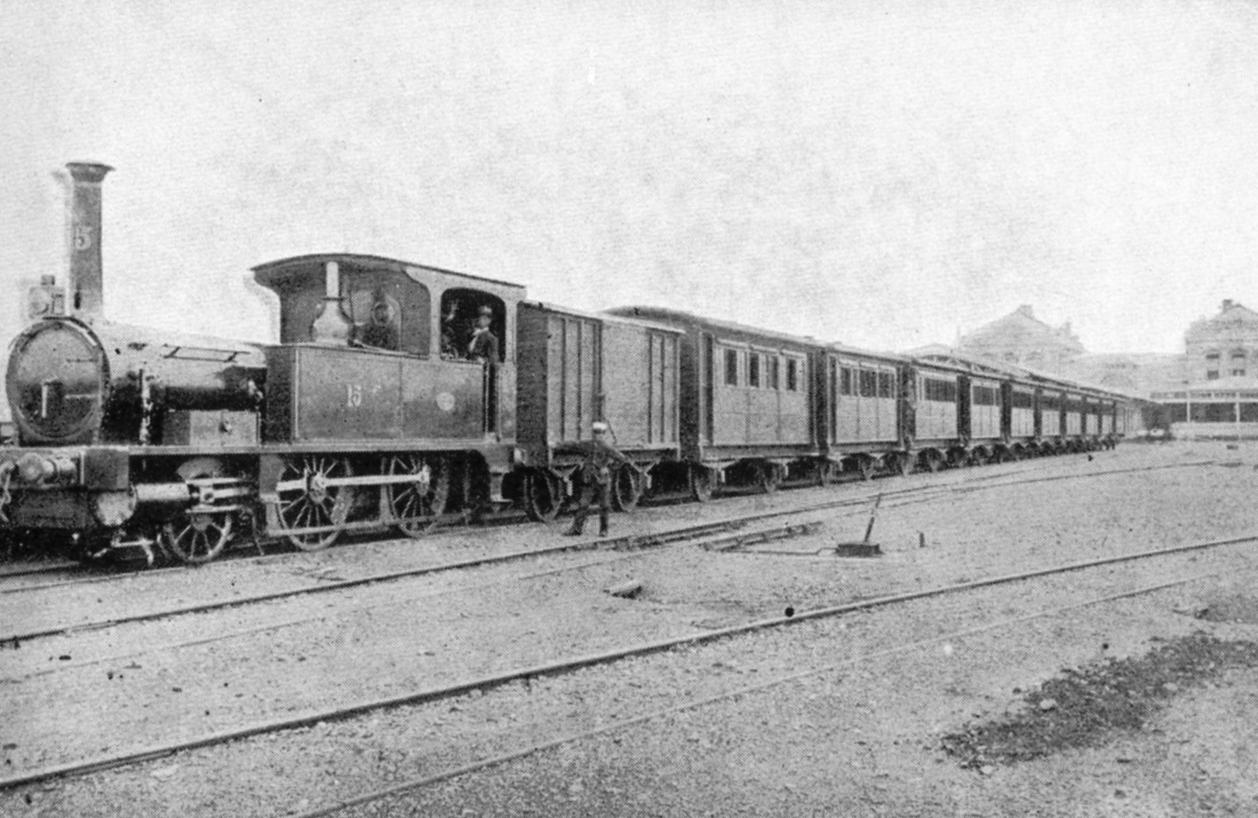
15（前期形。後の鉄道院161）の牽く列車

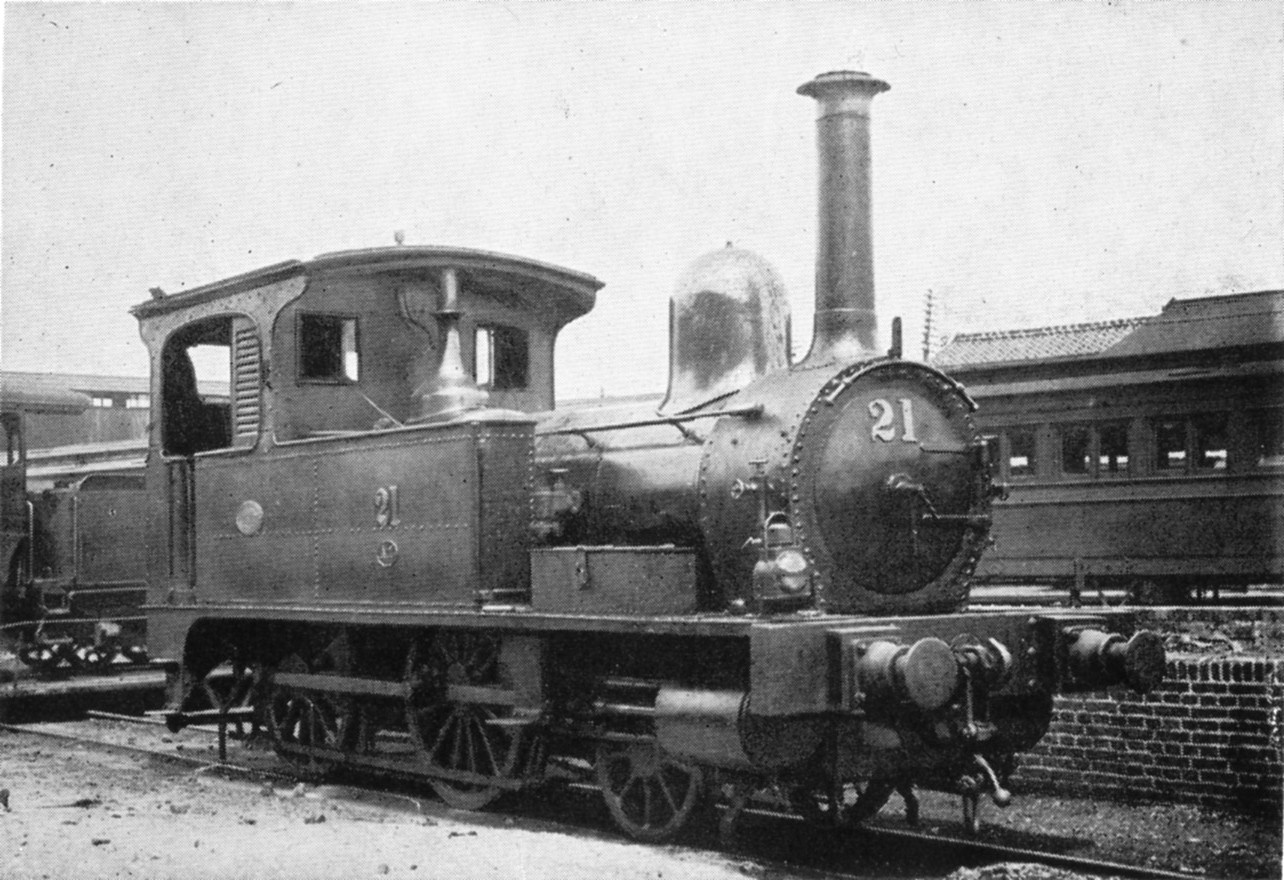
21（後期形。後の鉄道院164）

1872年、日本に来着した前期形4両は、製造番号の順に「2 - 5」と付番された。鉄道開業後は、京浜間の主力として使用され、使用成績も良好であった。1872年10月14日（新暦）に、明治天皇の臨席を仰いで挙行された鉄道開業記念式典では、2（後の162）が日本初のお召し列車牽引、5（後の160）が先行機関車の栄誉に浴している。
1874年には後期形2両が来着し、「22, 23」と付番されて、前期形と共通で使用が開始された。
1876年（明治9年）には、東部（京浜間）の機関車を奇数に、西部（阪神間）の機関車を偶数とする改番が実施され、前期形の5, 4, 2, 3は「13, 15, 17, 19」に、後期形の22は「21」に改番されている（23は変更なし）。この番号は、1909年（明治42年）の鉄道院形式称号規程による改番まで不変であった。
1883年（明治16年）、前期形の4両は日本鉄道に貸し渡された。早期に貸し渡された2両（15, 17）は、「善光号」（後の1290形）とともに、建設工事に従事した。19は買い渡し前に破裂事故を起こしている1885年5月に19が返却され、新橋工場で煙管を全交換した後、中山道幹線の建設工事に従事するために直江津へ送られた。残りの3両も日本鉄道プロパーの機関車の増備により、1885年3月までに返却されている。
1887年（明治20年）以降は、東海道線の延伸にともなって、より大型の後継形式に道を譲っていったが、本形式は引き続き新橋庫に配置され、横須賀線や京浜間の臨時列車に使用されていたという。
1894年（明治27年）に前期形・後期形とも「B形」に類別され、1898年（明治31年）に前期形は「A6形」、後期形は「A7形」に類別された。
1908年（明治41年）には軌間762mmから改軌工事中で機関車の製造が遅れていた青梅鉄道に甲1（のち1292）とともに貸し出されている。
1909年、鉄道国有法の施行を受けて制定された形式称号規程による改番では、両形は再び同形式に統合され、形式は160形と定められた。新番号は、旧番号順に160 - 165となっている。
1911年（明治44年）4月に前期形の4両は、150形(150)とともに島原鉄道に払下げられ、同社の2 - 5となった。その後、3は1927年3月3日付けで温泉鉄道に譲渡され同社の2（雲仙鉄道との合併にともない、24に改番）に、5は同年7月23日付けで東肥鉄道（後の九州肥筑鉄道）に譲渡され同社の3となったが、それぞれの廃止とともに足跡が途絶えており、恐らく解体されたものと考えられる。島原鉄道に残った2両（2, 4）は、太平洋戦争後まで使用されたが、戦時中に側水槽や炭庫は増量のため継ぎ足されており、4は1943年（昭和18年）3月に衝突事故により大破し、復旧の際に原型を大きく損ねたうえ、3（2代）に改番されていた。1948年（昭和23年）2月12日付けで2, 3は、28, 27に改番され、1955年（昭和30年）3月31日付けで廃車された。
後期形の2両も、1911年3月に尾西鉄道（現在の名古屋鉄道尾西線）に払下げられ、同社の丁形（11, 12）となった。会社の合併により、名岐鉄道→名古屋鉄道と所有者が変わり、電化後は予備車となった。11は早期に廃車されたが、12は太平洋戦争後まで残り、1957年（昭和32年）10月に廃車された。
本形式の番号の変遷を以下に再掲する。
- 製造番号2101 - 2 → 17 → 162 → 島原鉄道 4 → 3II → 27
- 製造番号2102 - 3 → 19 → 163 → 島原鉄道 5 → 東肥鉄道（九州肥筑鉄道） 3
- 製造番号2103 - 4 → 15 → 161 → 島原鉄道 3 → 温泉鉄道 2 → 雲仙鉄道 24
- 製造番号2104 - 5 → 13 → 160 → 島原鉄道 2 → 28
- 製造番号2420 - 22 → 21 → 164 → 尾西鉄道 11 → 名古屋鉄道 11
- 製造番号2421 - 23 → - → 165 → 尾西鉄道 12 → 名古屋鉄道 12

## 保存

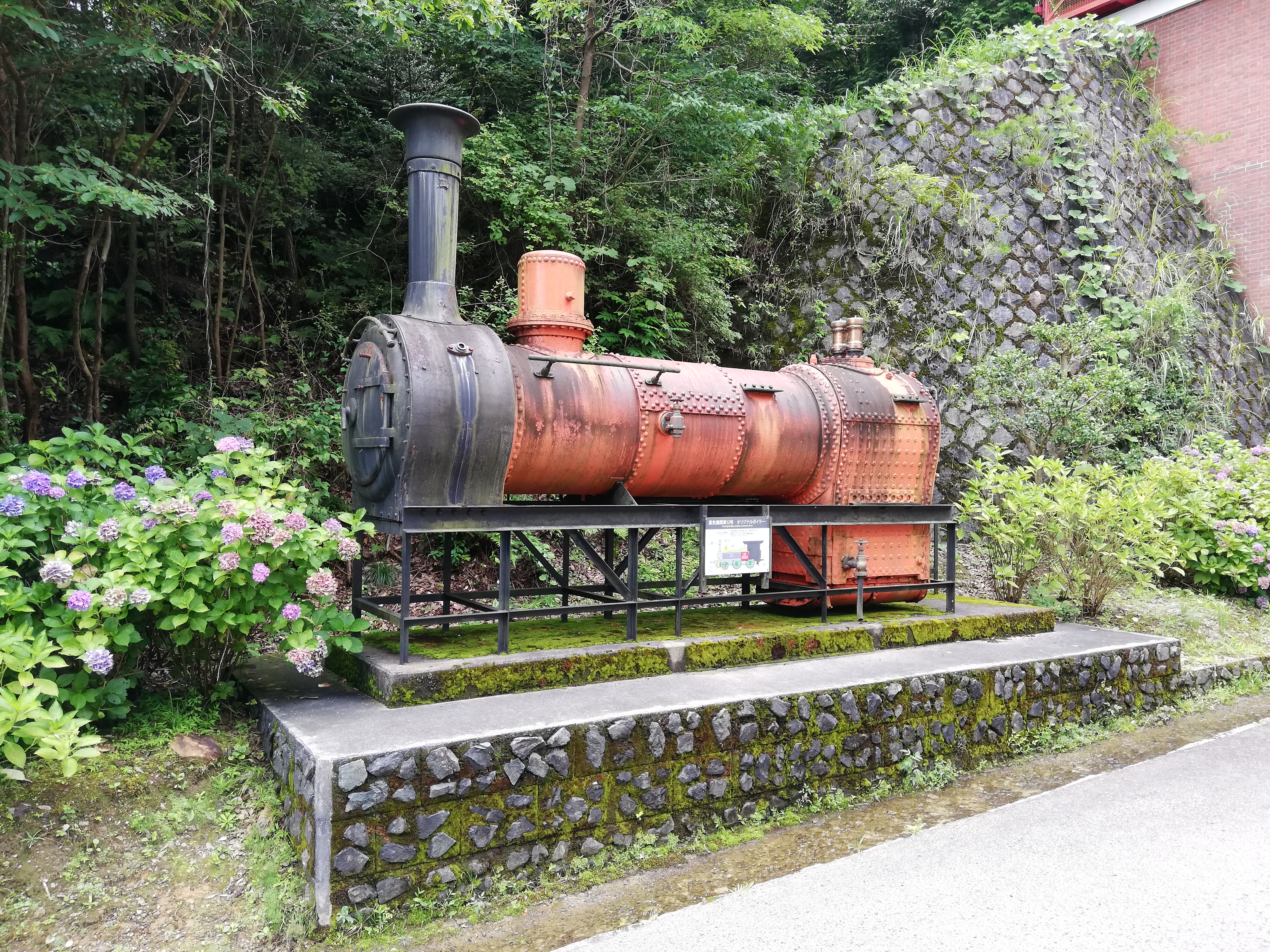
1985年に取り外された蒸気機関車12号のボイラー（博物館明治村）

1957年に廃車された名古屋鉄道12（旧鉄道院165）は、1963年に犬山市の名鉄ラインパーク（現在の日本モンキーパーク）に静態保存された。この保存は鉄道友の会が当時の名鉄社長・土川元夫に申し入れて実現したもので、名鉄の車両部長だった白井昭の尽力も大きかった。白井によると、復元のため、当時鉄道路線を営業していた淡路交通に残っていた鎖式連結器を譲り受けたという。1965年（昭和40年）、博物館明治村のオープンとともにそちらに移転した。移転後数年間は静態保存であったが、鉄道100年を機に動態復元され、1973年から3両の（これも明治生まれの）二軸客車を牽引して村内の移動手段として運行されるようになった。この運行は、鉄道事業法に基づく鉄道事業ではないが、12号の製造後150年を経た現在まで継続されており、正真正銘の「陸蒸気」が現役であり続けるという、まさに驚嘆に値する壮挙といえよう。なお、製造から100年を超えてボイラーが老朽化したため、1985年に新しいボイラーが製造されて取り替えられた。取り外されたオリジナルのボイラーも明治村内に保存されている。
老朽化による点検のため、2010年12月19日を最後に京都市電とともに運休中であったが、2012年11月8日から運行が再開された。
2019年に老朽化による点検整備のため運休したが2022年10月14日に試運転を開始するまでに復旧し、2023年4月20日から営業運転が再開される予定